# Siatka ścierna

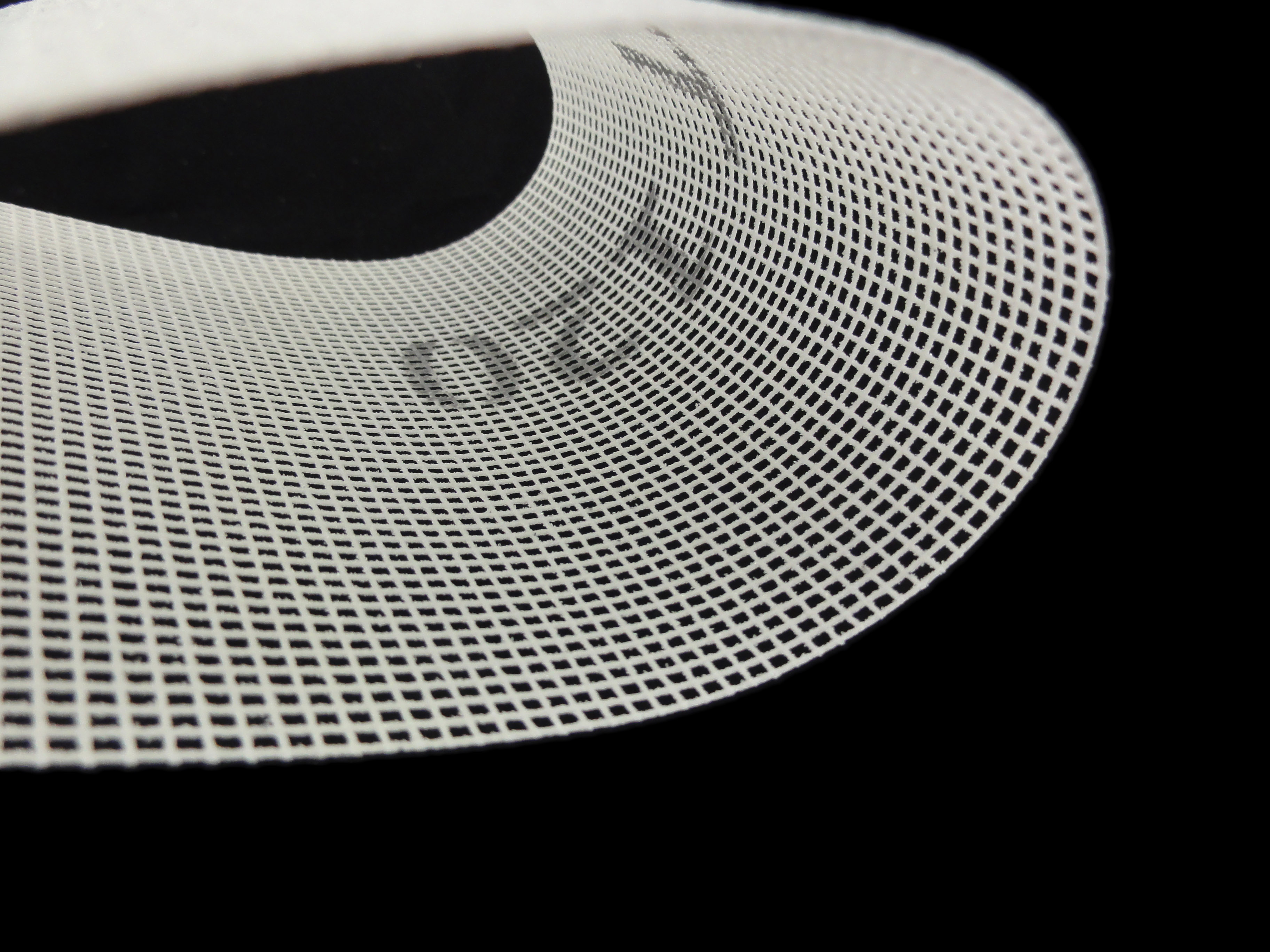
Siatka ścierna

Siatka ścierna – rodzaj materiału ściernego zbudowanego w formie siatki o kilkumilimetrowych oczkach, na której naniesione zostało ścierniwo.
Sama siatka najczęściej wykonana jest z materiału syntetycznego, np. poliestru lub mieszaniny poliestru i bawełny. Nasyp na siatkach ściernych wykonywany jest ze szlachetnych odmian elektrokorundu lub karborundu.
Podstawowym zastosowaniem siatek ściernych jest szlifowanie materiałów pylących - głównie gipsu oraz gładzi gipsowych w budownictwie. Ze względu na ostrość ziaren ściernych karborundu siatki tego typu stosowane są czasem do szlifowania drewna lub lakierów.
Dzięki oczkom siatki pył ze szlifowanego materiału zamiast zbierać się w okolicy nasypanego ścierniwa, gromadzi się w wolnej przestrzeni, gdzie może zostać łatwo usunięty – najczęściej przez manualne przedmuchanie lub mechanizm zasysający powietrze wbudowany w narzędzie szlifujące, do którego mocuje się siatkę.
W handlu najczęściej spotyka się siatki ścierne w postaci przyciętych arkuszy o wymiarach 105 x 280 mm lub jako krążki o średnicy 225 mm. Siatki ścierne są zazwyczaj dwustronne – nasyp znajduje się po obu ich stronach; spotykane są także siatki ścierne z naniesioną jednostronnie warstwą weluru, przez co możliwe jest ich mocowanie za pomocą rzepu.